# Lena Biolcati
Lorena Lena Biolcati, née le 26 janvier 1960 à Galliate, est une chanteuse italienne.

## Discographie

### Album
- 1986 - Lena Biolcati (CGD, 20505)
- 1987 - Ballerina (CGD, 20625)
- 1989 - La luna nel cortile (Ricordi, SMRL 6404)
- 1990 - 1990 Giorni dopo (Ricordi, SMRL 6413)

### Singles
- 1985 - Innamoratevi come me/Nel mio cuore e in altre isole (CGD, 10599)
- 1985 - Nati per vincere/C'è ancora cielo (CGD, 10632)
- 1985 - C'è ancora cielo/Innamoratevi come me (Seven Seas/King, K07S-7065)
- 1986 - Grande grande amore/Prima che il mattino arrivi (CGD, 10660)
- 1986 - Io donna anch'io/C'è ancora cielo (CGD, 10681)
- 1987 - Vita mia/Uomo di una notte (CGD, 10717)
- 1987 - Ballerina/Quando verranno a cercare.../Vivi (CGD, 97003)
- 1990 - Amori/Anna eri bella (Ricordi, SRL 11099)
- 1992 - Cantilena/Ma quando imparerò (Ricordi, SRL 11126)